# Madan (huyện)
Madan là một huyện thuộc tỉnh Smolyan, Bungaria. Dân số thời điểm năm 2001 là 13812 người.